# Lordowie duchowni
Lordowie duchowni (ang. Lords Spiritual) – grupa 26 najwyższych dostojników kościelnych uprawnionych z tytułu pełnionych funkcji do zasiadania w brytyjskiej Izbie Lordów. Stanowią jedyną grupę członków Izby, która nie jest do niej powoływana dożywotnio, a jedynie na czas zajmowania urzędu kościelnego. Ze względu na podziały w łonie Kościoła anglikańskiego, w praktyce w Izbie zasiadają jedynie hierarchowie angielscy. Nie ma w niej natomiast przedstawicieli duchowieństwa Szkocji, Walii i Irlandii Północnej. Lordowie duchowni mają takie same prawa jak wszyscy członkowie Izby, zwyczajowo ich udział w jej pracach jest jednak bierny, nie uczestniczą także w ogromnej większości głosowań.
Obie angielskie archidiecezje oraz trzy spośród diecezji mają zagwarantowane miejsce w Izbie dla swojego biskupa lub arcybiskupa. Są to archidiecezje Canterbury i Yorku oraz diecezje londyńska, Durham i Winchester. Z kolei diecezje Man i gibraltarska są wyłączone z prawa zasiadania w Izbie ze względu na swoje położenie poza terytorium Wielkiej Brytanii (obszary te przynależą politycznie do Zjednoczonego Królestwa, ale formalnie nie są jego integralnymi częściami), choć przynależą do Kościoła Anglii. Spośród 37 pozostałych angielskich biskupów, lordami duchownymi jest 21 najstarszych stażem biskupim.

## Lista lordów duchownych
Stan na rok 2024:
1. Justin Welby, arcybiskup Canterbury,
2. Stephen Cottrell, arcybiskup Yorku,
3. Sarah Mullally, biskup Londynu,
4. wakat (biskup Durham),
5. Philip Mounstephen, biskup Winchesteru,
6. John Inge, biskup Worcesteru,
7. Steven Croft, biskup Oksfordu,
8. Alan Smith, biskup St Albans (przewodniczący grupy),
9. Stephen Conway, biskup Lincoln,
10. Christopher Chessun, biskup Southwark,
11. Nicholas Baines, biskup Leeds,
12. Rachel Treweek, biskup Gloucesteru,
13. Martin Warner, biskup Chichesteru,
14. Vivienne Faull, biskup Bristolu,
15. Libby Lane, biskup Derby,
16. David Walker, biskup Manchesteru,
17. Guli Francis-Dehqani, biskup Chelmsford,
18. Andrew Watson, biskup Guildford,
19. Martin Seeley, biskup St Edmundsbury i Ipswich,
20. Paul Williams, biskup Southwell i Nottingham,
21. Martyn Snow, biskup Leicesteru,
22. Michael Ipgrave, biskup Lichfield,
23. Pete Wilcox, biskup Sheffield,
24. Helen-Ann Hartley, biskup Newcastle,
25. Graham Usher, biskup Norwich,
26. Richard Jackson, biskup Hereford.